# Ottappalam
Ottappalam là một thành phố và khu đô thị của quận Palakkad thuộc bang Kerala, Ấn Độ.

## Địa lý
Ottappalam có vị trí 10°46′B 76°23′Đ / 10,77°B 76,38°Đ Nó có độ cao trung bình là 54 mét (177 feet).

## Nhân khẩu
Theo điều tra dân số năm 2001 của Ấn Độ, Ottappalam có dân số 49.230 người. Phái nam chiếm 47% tổng số dân và phái nữ chiếm 53%. Ottappalam có tỷ lệ 81% biết đọc biết viết, cao hơn tỷ lệ trung bình toàn quốc là 59,5%: tỷ lệ cho phái nam là 82%, và tỷ lệ cho phái nữ là 79%. Tại Ottappalam, 12% dân số nhỏ hơn 6 tuổi.